# 公共土木施設災害復旧事業費国庫負担法
公共土木施設災害復旧事業費国庫負担法（こうきょうどぼくしせつさいがいふっきゅうじぎょうひこっこふたんほう、昭和26年3月31日法律第97号）は、異常気象により発生した災害により、地方公共団体（都道府県・市町村）が管理する公共土木施設が被災した際に、施設の機能復旧に要する費用の一部を地方公共団体の財政力に適応するように国が負担する事に関する法律である。一般的には負担法（ふたんほう）または災害負担法（さいがいふたんほう）と呼ばれる。
法律の条文としては第十七条までしかなく、章分けはされていない。

## 対象となる施設
地方公共団体が維持管理している以下の施設。
- 河川 - 河川法が適用または準用される、一級河川（都道府県管理区間）・二級河川・準用河川・普通河川（一部）
- 海岸 - 堤防、護岸、突堤など
- 砂防設備 - 砂防法が適用または準用される土砂災害防止設備
- 林地荒廃防止施設
- 地すべり防止施設
- 急傾斜地崩壊防止施設
- 道路 - 道路法に規定される道路のうち、指定区間外の国道、都道府県道、市町村道
- 港湾 - 港湾法に規定される港湾施設
- 漁港 - 漁港漁場整備法（旧称・漁港法）に規定される漁港施設
- 下水道
- 公園 - 都市公園